# جو قاي
جو قاي (بالإنجليزية: Joe Guy)‏ (30 يوليو 1813 في المملكة المتحدة - 15 أبريل 1873) هو لاعب كريكت بريطاني (وحمل سابقاً جنسية المملكة المتحدة لبريطانيا العظمى وأيرلندا).